# Saint-René-de-Matane
Saint-René-de-Matane est une municipalité de la province de Québec, au Canada, située dans la municipalité régionale de comté de La Matanie, au Bas-Saint-Laurent.

## Toponymie

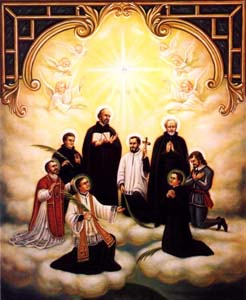
Les saints martyrs canadiens

La municipalité de Saint-René-de-Matane est nommée en l'honneur du martyr canadien René Goupil qui fut canonisé en 1930 parce qu'il a sacrifié sa vie pour évangéliser les Amérindiens. L'ajout « Matane » est en référence au comté de Matane dont faisait partie la municipalité et à la rivière Matane. Les gentilés sont appelés Saint-Renéens et Saint-Renéennes,,.

## Histoire
La mission catholique de Saint-René-Goupil est fondée le 18 mai 1936. La paroisse de Saint-Nil est également créée en 1936. L'église actuelle est construite en 1937. La municipalité de paroisse de Saint-René-de-Matane est créée en 1965. Le bureau de poste est ouvert en 1966 sous le nom de Saint-René-de-Matane. La paroisse de Saint-René-Goupil est érigée canoniquement le 17 juillet 1968,. La municipalité de paroisse de Saint-Nil est créée en 1974 alors que la paroisse est fermée l'année suivante. Les deux fusionnent en octobre 1982 pour former l'actuelle municipalité de Saint-René-de-Matane qui est créée officiellement le 18 décembre de la même année,. Le 3 mai 2003, une partie du territoire de Saint-Jérôme-de-Matane fusionnée à Matane est annexée au territoire de Saint-René-de-Matane. Le 1er janvier 2006, une partie du territoire de Sainte-Paule est annexée à Saint-René-de-Matane.

## Géographie
Saint-René-de-Matane est situé sur le versant sud du fleuve Saint-Laurent à 430 km au nord-est de Québec et à 300 km à l'ouest de Gaspé. Les villes importantes près de Saint-René-de-Matane sont Matane à 25 km au nord, Amqui à 40 km au sud ainsi que Mont-Joli à 90 km et Rimouski à 120 km à l'ouest. La municipalité est située par la route 195 qui relie Matane à Amqui, entre Saint-Vianney au sud et Matane au nord. Cette route longe la rivière Matane dans sa partie traversant la municipalité,. Le territoire de la municipalité couvrant une superficie de 256 km2,,.

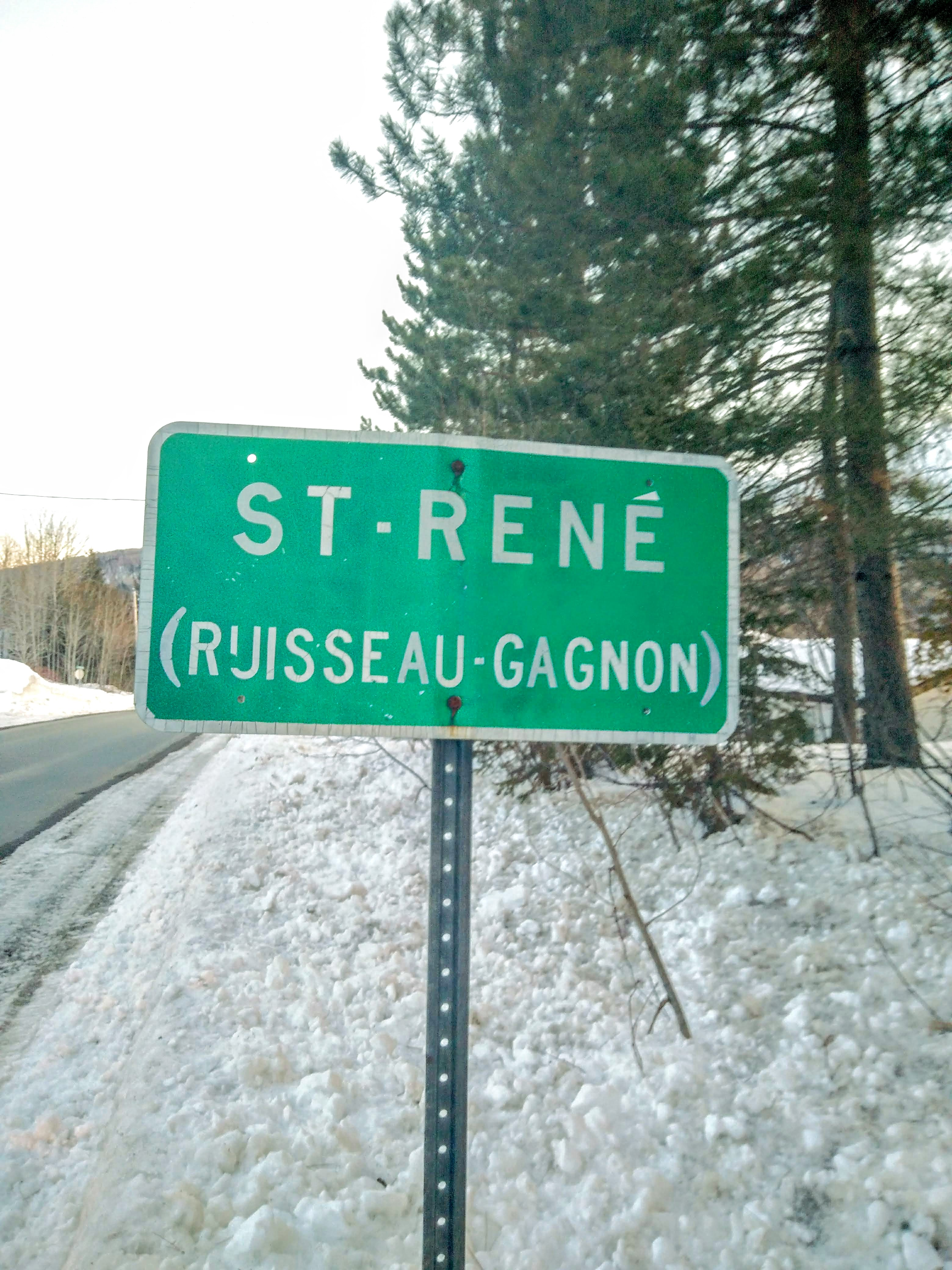
Saint-René compte plusieurs localités, dont celle de Ruisseau-Gagnon.

### Hameaux
En plus du hameau principal de Saint-René, la municipalité est composée de quatre hameaux : Le Renversé, Rivière-Matane, Ruisseau-Gagnon et Village-à-Dancause,,,.

### Hydrographie
La rivière Matane longe la limite ouest de la municipalité vers le nord-ouest.
La rivière Towagodi coule vers le nord jusqu'à sa confluence avec la rivière Matane dans le sud du territoire. 
La Petite rivière Matane serpente à travers la limite nord de la municipalité puis coule vers le sud-ouest jusqu'à sa confluence avec la rivière Matane.

## Démographie
| 1996  | 2001  | 2006  | 2011  | 2016 | 2021 |
| ----- | ----- | ----- | ----- | ---- | ---- |
| 1 065 | 1 013 | 1 070 | 1 089 | 991  | 946  |

La population de Saint-René-de-Matane est relativement stable. La municipalité compte 965 habitants en 2016, alors qu'elle en comptait 1 070 en 2006 et 1 013 en 2001. L'âge médian de la population saint-renéenne est de 51,9 ans, tandis que les 65 ans et plus comptent pour près du quart des habitants.
Saint-René compte 649 logements dont seulement 455 sont occupés par des résidents permanents, conférant un caractère de villégiature à la municipalité. La quasi-totalité des logements de Saint-René-de-Matane sont des maisons individuelles.
Statistique Canada ne recense aucun immigrant récents à Saint-René-de-Matane, mais une dizaine d'habitants déclarent être des immigrants de deuxième génération. 99,5 % de la population a le français comme langue maternelle ; le reste a l'anglais. 11 % de la population maitrise les deux langues officielles et tout le monde utilise le français à la maison. Statistique Canada recense 40 personnes déclarant avoir une identité autochtone à Saint-René-de-Matane.
Le taux de chômage dans la municipalité était de 22,4 % en 2016. Le revenu médian des ménages saint-Renéens était de 47 232 $ en 2015.

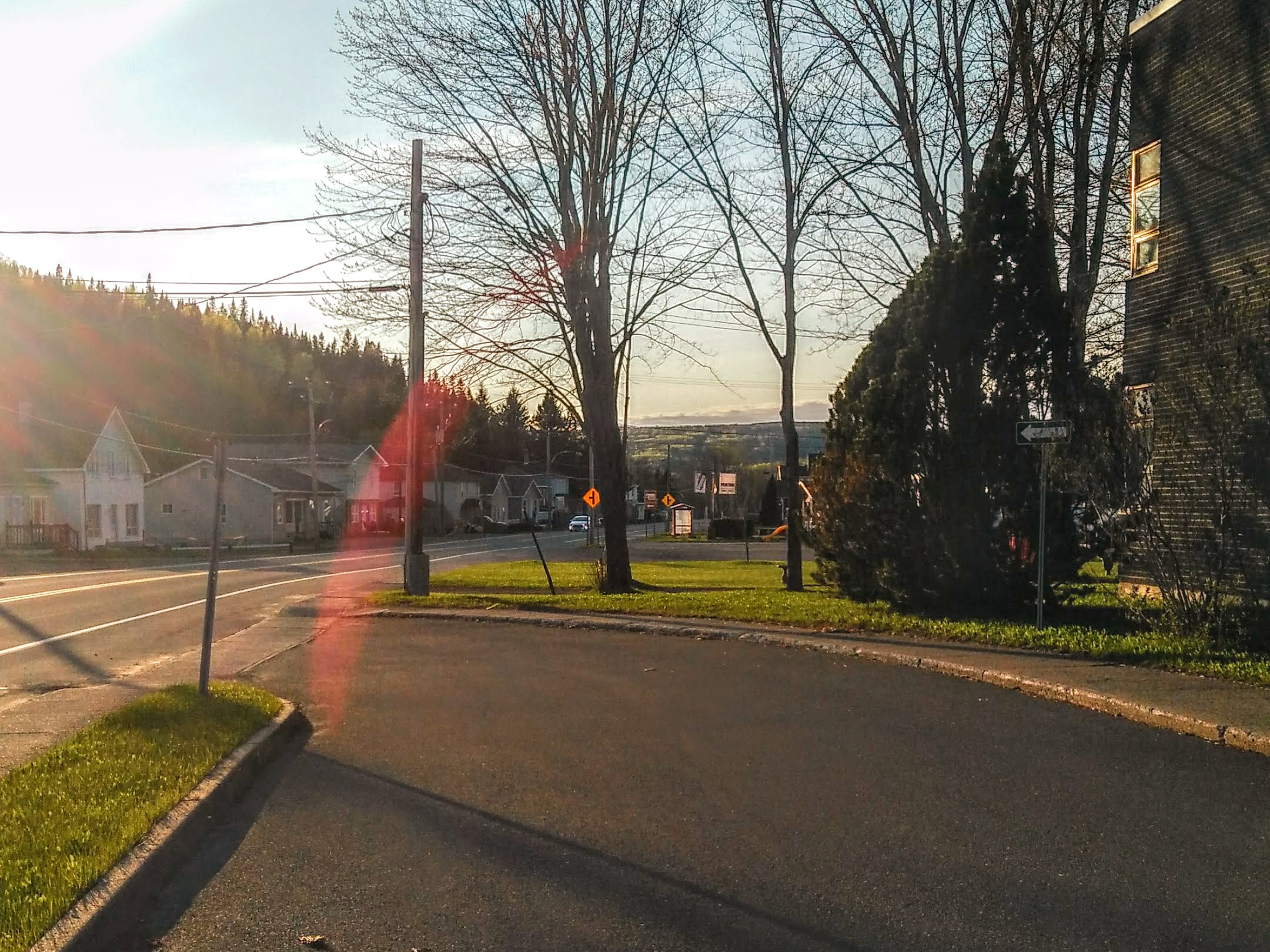
L'école Saint-René-Goupil est située au centre du village.

41 % de la population de 15 ans et plus de Saint-René-de-Matane n'a aucun diplôme d'éducation. En revanche, 40 % des Saint-Renéens possède au moins un diplôme d'études secondaires ou professionnelles, et près de 15 % d'entre eux, une scolarité universitaire. Les deux principaux domaines d'études des Saint-Renéens sont « l'architecture, le génie et les services connexes » ainsi que « le commerce, la gestion et l'administration publique ».

## Administration
Le conseil municipal de Saint-René de Matane est composé d'un maire et de six conseillers qui sont élus en bloc tous les quatre ans sans division territoriale.
| mandat      | fonction    | nom                |
| ----------- | ----------- | ------------------ |
| 2013 - 2017 | maire       | Roger Vaillancourt |
| 2013 - 2017 | conseillers |                    |
| 2013 - 2017 | #1          | Joyce Bérubé       |
| 2013 - 2017 | #2          | Jessy Leclerc      |
| 2013 - 2017 | #3          | Gervais Fournier   |
| 2013 - 2017 | #4          | Rémi Fortin        |
| 2013 - 2017 | #5          | Dominic Côté       |
| 2013 - 2017 | #6          | Jean-Pierre Martel |

| Saint-René-de-Matane Maires depuis 2005                                                                              |                     |                     |          |
| Élection | Maire               | Qualité             | Résultat |
| 2005 | Jean-Charles Gagnon |                     | Voir     |
| 2009 | Sylvain Audit       |                     | Voir     |
| 2011 | Roger Vaillancourt  |                     | Voir     |
| 2013 | Roger Vaillancourt  | Voir                |          |
| 2015 | Jessie Leclerc      | Mairesse-suppléante | Voir     |
| 2015 | Harold Chassé       |                     | Voir     |
| 2017 | Rémi Fortin         |                     | Voir     |
| 2021 | Rémi Fortin         | Voir                |          |
| Élection partielle en italique Depuis 2005, les élections sont simultanées dans toutes les municipalités québécoises |                     |                     |          |

De plus, Yvette Boulay est la directrice-générale, la secrétaire-trésorière et la coordonnatrice en mesures d'urgences de la municipalité.

## Vivre à Saint-René-de-Matane

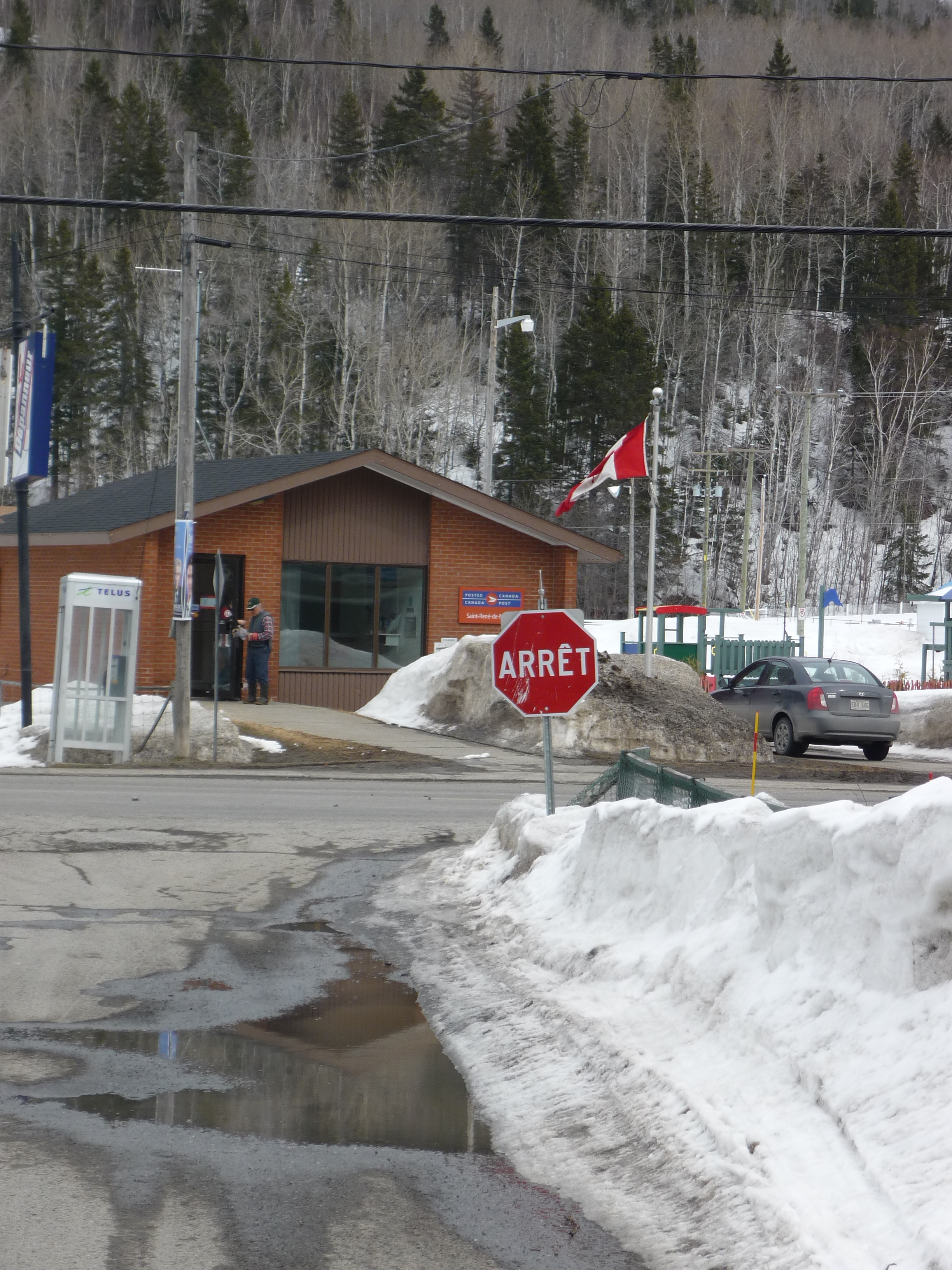
Bureau de poste de Saint-René-de-Matane en avril 2011

Saint-René-de-Matane est une municipalité bien connue des pêcheurs de saumons du partout au Canada et aux États-Unis. En effet, la rivière Matane est reconnue comme étant une rivière offrant de nombreuses fosses à saumons et elle est facilement accessible. Les chasseurs fréquentent également Saint-René-de-Matane grâce à la réserve faunique de Matane.

## Tourisme

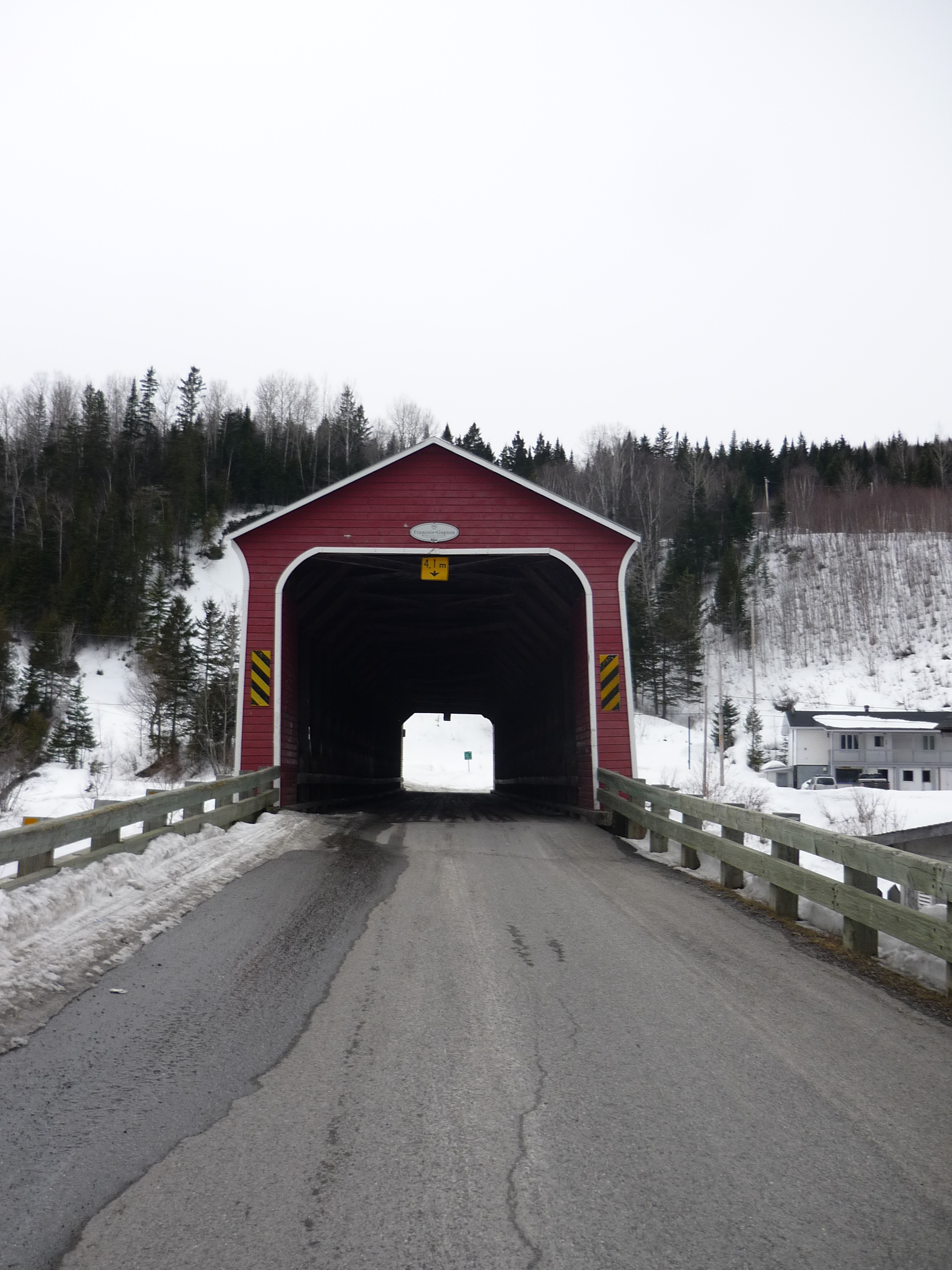
Pont couvert François-Gagnon

La municipalité comprend deux ponts couverts qui font partie du patrimoine. Ils ont été récemment rénovés et sont toujours en utilisation. Celui situé au centre du village est nommé pont François-Gagnon en l'honneur de l'un des premiers habitants de Saint-René-de-Matane et a été construit en 1942. Le second se nomme pont Jean-Chassé et a été construit en 1945.

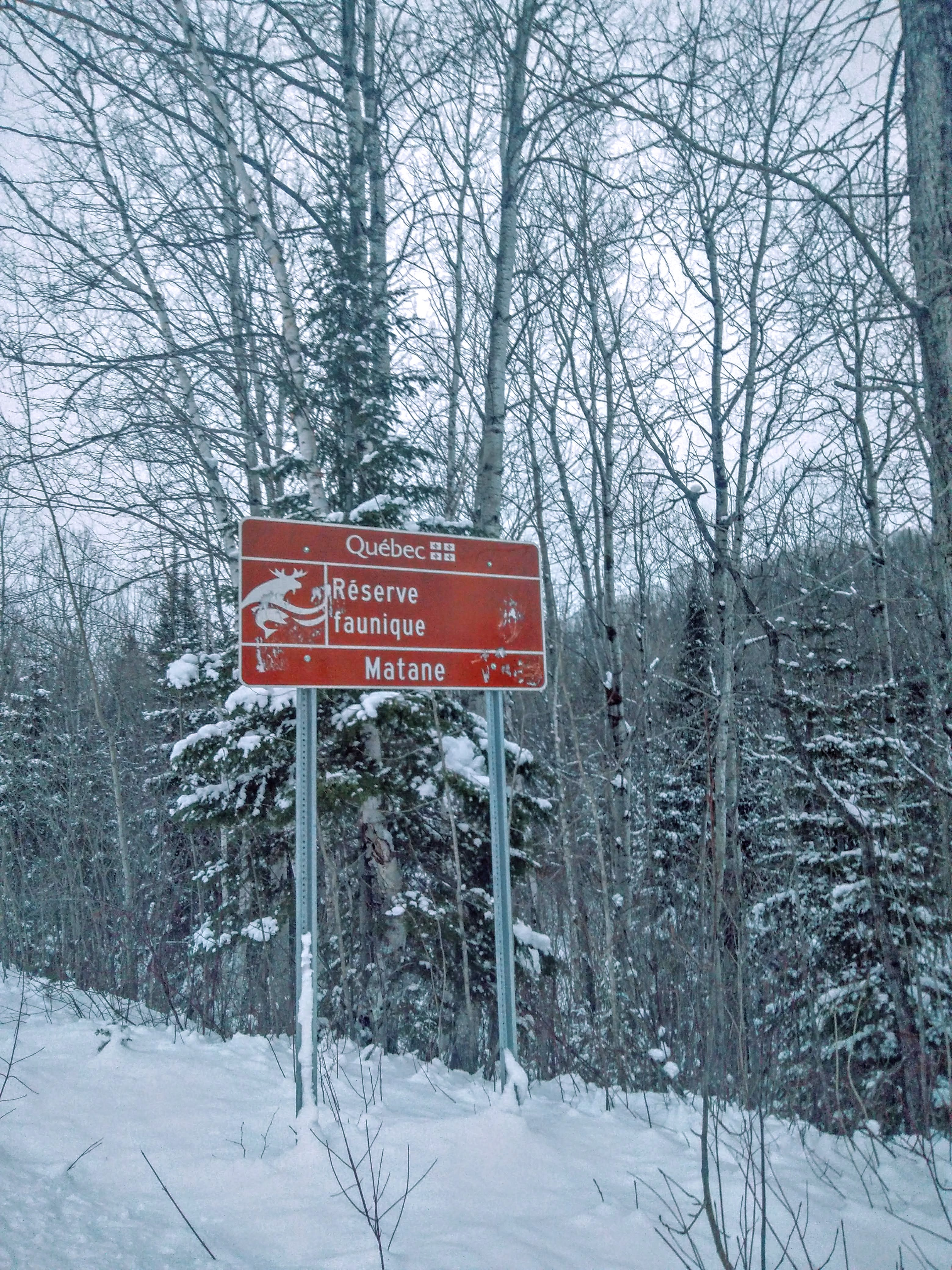
La réserve faunique de Matane attire de nombreux chasseurs.
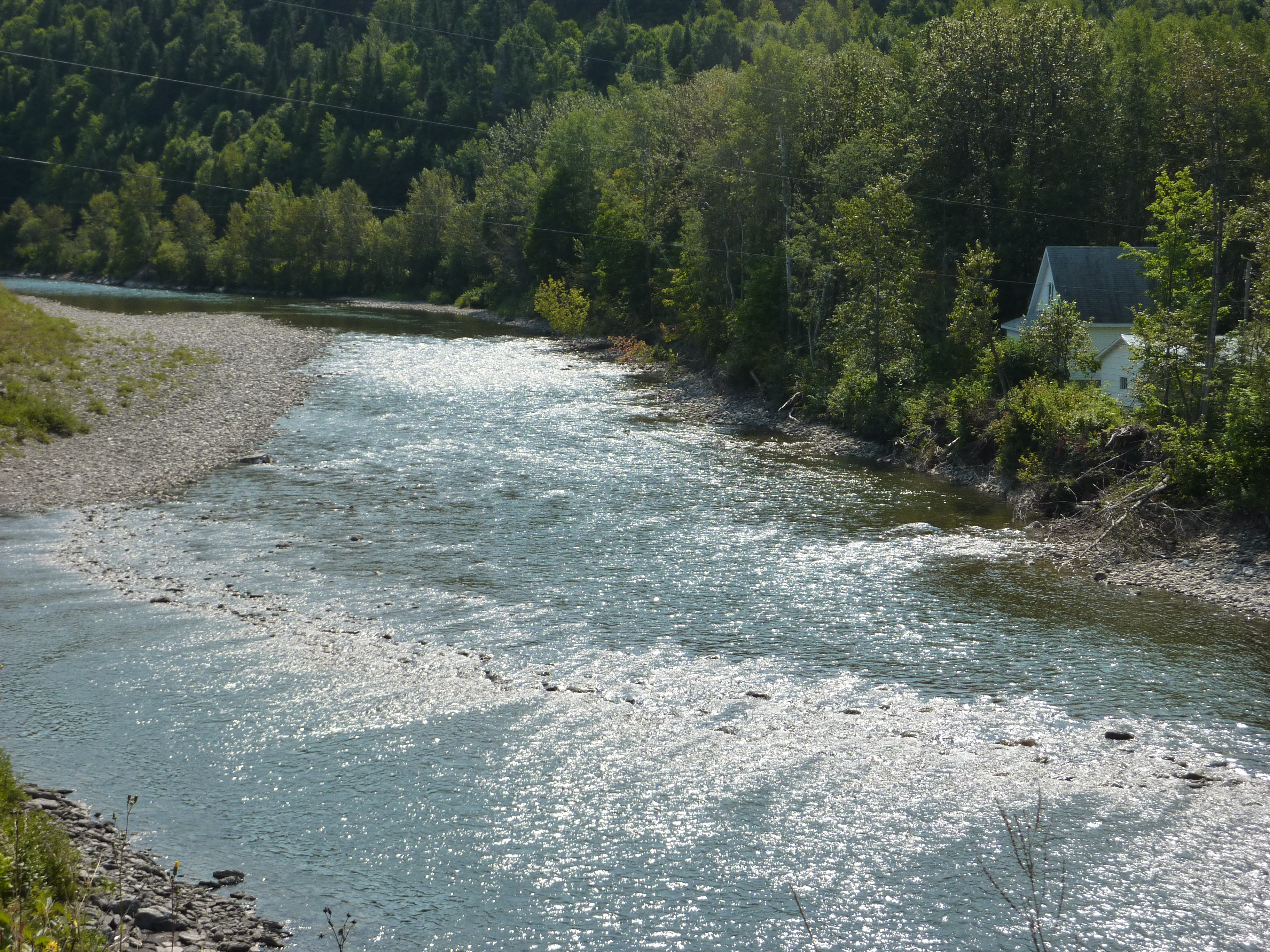
On pratique la pêche au saumon sur la rivière Matane.